# Marius Theiler
Marius Theiler (* 23. August 1938) ist ein ehemaliger Schweizer Sprinter, der sich auf den 400-Meter-Lauf spezialisiert hatte.
In der 4-mal-400-Meter-Staffel gewann er bei den Leichtathletik-Europameisterschaften 1962 in Belgrad Bronze und schied bei den Olympischen Spielen 1964 in Tokio im Vorlauf aus.
Seine persönliche Bestzeit von 47,7 s stellte er 1962 auf.